# Чемпионат России по самбо 2018

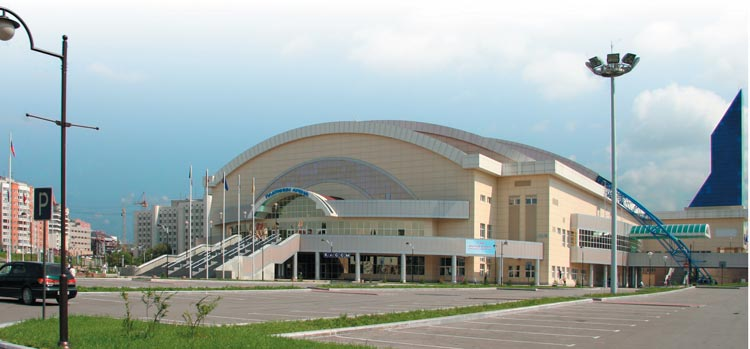
Дворец спорта «Платинум Арена», в котором проходили соревнования.

Чемпионат России по самбо 2018 года прошёл в Хабаровске с 1 по 5 марта в «Платинум Арене». Хабаровск принял чемпионат страны по самбо во второй раз. В первый раз чемпионат состоялся в 2013 году. Чемпионат был первым совместным для мужчин, женщин и представителей боевого самбо.

## Медалисты

### Мужчины
| Весовая категория | Золото                                        | Серебро                                | Бронза                                                                       |
| ----------------- | --------------------------------------------- | -------------------------------------- | ---------------------------------------------------------------------------- |
| до 52 кг          | Андрей Кубарьков Нижегородская область, Выкса | Евгений Ерёмин Приморский край, Артём  | Алексей Клюкин Свердловская область Харун Тлишев Краснодарский край, Армавир |
| до 57 кг          | Саян Хертек Москва                            | Владимир Гладких Свердловская область  | Дамир Меремов Адыгея Данил Пономаренко Свердловская область                  |
| до 62 кг          | Руслан Багдасарян Нижегородская область       | Владимир Березовский Самарская область | Александр Матайс Краснодарский край Михаил Диянов Нижегородская область      |
| до 68 кг          | Никита Клецков Москва                         | Евгений Сухомлинов Хабаровский край    | Максим Гаврилов Москва Александр Бондарев Чувашия                            |
| до 74 кг          | Станислав Скрябин Свердловская область        | Александр Сарайкин Рязанская область   | Бислан Надюков Краснодарский край Пётр Гладышев Москва                       |
| до 82 кг          | Сергей Кирюхин Санкт-Петербург                | Евгений Максимов Московская область    | Али Куржев Рязанская область Илья Кокович Москва                             |
| до 90 кг          | Давид Оганисян Краснодарский край             | Антон Коновалов Владимирская область   | Андрей Гусаров Москва Сергей Рябов Москва                                    |
| до 100 кг         | Альсим Черноскулов Свердловская область       | Виктор Осипенко Брянская область       | Дмитрий Елисеев Санкт-Петербург Руслан Киселёв Москва                        |
| свыше 100 кг      | Аслан Камбиев Москва                          | Артём Осипенко Брянская область        | Артур Хапцев Свердловская область Гаджи Юсуфов Пермский край                 |

### Женщины
| Весовая категория | Золото                                         | Серебро                                  | Бронза                                                                             |
| ----------------- | ---------------------------------------------- | ---------------------------------------- | ---------------------------------------------------------------------------------- |
| до 48 кг          | Мария Молчанова Пермский край, Краснокамск     | Ольга Титова Хабаровский край, Хабаровск | Мария Козлова Самарская область, Самара Анна Гореликова Краснодарский край, Крымск |
| до 52 кг          | Диана Рябова Москва                            | Татьяна Шуянова Нижегородская область    | Анастасия Поликарпова Москва Вера Лоткова Чувашия                                  |
| до 56 кг          | Татьяна Казенюк Краснодарский край             | Анастасия Валова Москва                  | Диана Алиева Москва Анастасия Белых Пермский край                                  |
| до 60 кг          | Яна Костенко Москва                            | Яна Шевченко Москва                      | Светлана Бурцева Пермский край Оксана Лукьянчук Приморский край                    |
| до 64 кг          | Екатерина Оноприенко Пермский край             | Валерия Анисимова Томская область        | Ри Айко Новосибирская область Анна Щербакова Бурятия, Улан-Удэ                     |
| до 68 кг          | Марина Мохнаткина Пермский край                | Ирина Громова Новосибирская область      | Людмила Гришина Нижегородская область Алина Лянка Москва                           |
| до 72 кг          | Ирина Алексеева Челябинская область, Челябинск | Анастасия Хомячкова Владимирская область | Татьяна Зенченко Приморский край Ольга Захарцова Москва                            |
| до 80 кг          | Наталья Казанцева Омская область               | Анна Жижина Брянская область             | Дайна Амбарцумова Тверская область Жанара Кусанова Москва                          |
| свыше 80 кг       | Анна Балашова Пермский край                    | Маргарита Кравцова Приморский край       | Тамара Ахмедова Дагестан Надежда Еремеева Москва                                   |

### Боевое самбо
| Весовая категория | Золото                                   | Серебро                                         | Бронза                                                            |
| ----------------- | ---------------------------------------- | ----------------------------------------------- | ----------------------------------------------------------------- |
| до 52 кг          | Родион Асканаков Республика Алтай        | Чылбак Аржаан Красноярский край                 | Игорь Казинин Республика Алтай Гавриил Семёнов Якутия             |
| до 57 кг          | Александр Нестеров Нижегородская область | Мухтар Гамзаев Дагестан                         | Рустам Конзошев Республика Алтай Боходир Бокиев Хабаровский край  |
| до 62 кг          | Камиль Абдулазизов Москва                | Эжер Енчинов Республика Алтай                   | Руслан Кудюшев Республика Алтай Рустам Талдиев Санкт-Петербург    |
| до 68 кг          | Шейх-Мансур Хабибулаев Дагестан          | Никита Подковальников Самарская область, Самара | Фёдор Дурыманов Санкт-Петербург Вадим Шагин Нижегородская область |
| до 74 кг          | Заур Азизов Московская область, Дубна    | Николай Гончаров Санкт-Петербург                | Байзет Хатхоху Адыгея Евгений Морозов Тверская область, Тверь     |
| до 82 кг          | Дмитрий Самойлов Белгородская область    | Асланбек Кодзаев Тверская область               | Алексей Иванов Москва Николай Поташкин Нижегородская область      |
| до 90 кг          | Магомед Магомедов Москва                 | Гамзат Хирамагомедов Москва                     | Саид Саидов Дагестан Султан Алиев Дагестан                        |
| до 100 кг         | Михаил Мохнаткин Санкт-Петербург         | Виктор Немков Белгородская область              | Иван Штырков Свердловская область Шамиль Курамагомедов Дагестан   |
| свыше 100 кг      | Валентин Молдавский Белгородская область | Кирилл Сидельников Белгородская область         | Денис Гольцов Санкт-Петербург Паша Хархачаев Дагестан             |